# نود و هشتمین دوره جوایز اسکار
مراسم نود و هشتمین دوره جوایز اسکار به میزبانی آکادمی علوم و هنرهای سینما که از بهترین فیلم‌های اکران‌شده در سال ۲۰۲۵ تجلیل می‌کند، در ۱۵ مارس ۲۰۲۶ در سالن تئاتر دالبی، هالیوود، لس آنجلس برگزار خواهد شد. این مراسم از شبکه ای‌بی‌سی در ایالات متحده به صورت زنده پخش خواهد شد. در جریان این مراسم، جوایز آکادمی، که به‌طور عمومی با عنوان «اسکار» شناخته می‌شوند، در ۲۴ رشته اهدا خواهند شد. تهیه‌کنندگی مراسم بر عهدهٔ راج کاپور و کیتی مالن خواهد بود و کارگردانی آن را هیمیش همیلتون بر عهده دارد. کمدین و پادکست‌ساز کونان اوبراین، برای دومین سال پیاپی مجری این مراسم خواهد بود. برای نخستین بار در تاریخ جوایز اسکار، جایزه‌ای نیز در رشته بهترین انتخاب بازیگر (casting) اهدا خواهد شد.

## برنامه زمانی
| تاریخ          | رویداد                             |
| -------------- | ---------------------------------- |
| ۱۶ نوامبر ۲۰۲۵ | جوایز فرمانداران                   |
| ۸ دسامبر ۲۰۲۵  | آغاز رأی‌گیری مقدماتی               |
| ۱۲ دسامبر ۲۰۲۵ | پایان رأی‌گیری مقدماتی              |
| ۱۶ دسامبر ۲۰۲۵ | اعلام فهرست‌های اولیه (Shortlists)  |
| ۱۲ ژانویه ۲۰۲۶ | آغاز رأی‌گیری نامزدی                |
| ۱۶ ژانویه ۲۰۲۶ | پایان رأی‌گیری نامزدی               |
| ۲۲ ژانویه ۲۰۲۶ | اعلام نامزدهای اسکار               |
| ۱۰ فوریه ۲۰۲۶  | رویداد نامزدهای اسکار (ناهار رسمی) |
| ۲۶ فوریه ۲۰۲۶  | آغاز رأی‌گیری نهایی                 |
| ۵ مارس ۲۰۲۶    | پایان رأی‌گیری نهایی                |
| ۱۵ مارس ۲۰۲۶   | نود و هشتمین دوره جوایز اسکار      |
| ۲۸ آوریل ۲۰۲۶  | جوایز علمی و فنی آکادمی            |